# Valea Măceșului
Valea Măceșului – wieś w Rumunii, w okręgu Vâlcea, w gminie Voineasa. W 2011 roku liczyła 81 mieszkańców.